# Samuel ben Meir
Samuel ben Meir, genannt Raschbam, auch bekannt unter dem Akronym RaM (* um 1085 in Ramerupt; gest. um 1174), war ein jüdischer Kommentator von Tanach und Talmud im 12. Jahrhundert. Er ist ein Enkel von Raschi und Bruder von Rabbenu Tam.

## Leben
Seine Lebensdaten sind nicht eindeutig gesichert. Geboren ist er zwischen 1080 und 1085 in Ramerupt, einem Dorf in Nordfrankreich, gestorben wahrscheinlich Ende der 1150er Jahre. Raschbams Vater Meir hatte beim berühmten Gelehrten Raschi studiert und dessen Tochter Jochebed geheiratet. Auch Samuel ben Meir betrieb seine Studien vor allem bei seinem Großvater in Troyes. In einigen Fällen akzeptierte Raschi die Meinung seines Enkels und änderte seinen eigenen Kommentar dementsprechend. 
Samuel ben Meir verdiente seinen Lebensunterhalt als Schäfer und Weinbauer. Er war auch mit weltlichen Angelegenheiten vertraut und hatte eventuell Lateinkenntnisse. Wie Raschi gibt er zu einigen Ausdrücken altfranzösische Erklärungen. Er nahm an Disputationen mit Christen teil. Neben seinen Kommentaren zu Tanach und Talmud verfasste er auch Pijjutim und schrieb ein grammatisches Werk über die hebräische Sprache, Sefer Daikut.
Er hat offensichtlich sämtliche Bücher der Bibel mit einem Kommentar versehen; erhalten ist jedoch nur sein Kommentar zur Tora, den fünf Büchern Mose. Seine Kommentare beschränken sich bewusst auf die wörtliche Bedeutung des Textes, den Pschat (siehe hierzu PaRDeS).
Samuel ben Meir war auch ein bedeutender Tosafist.